# Euphorbia longicruris
Euphorbia longicruris là một loài thực vật có hoa trong họ Đại kích. Loài này được Scheele mô tả khoa học đầu tiên năm 1849.